# Queensbury (Nowy Jork)
Queensbury – miasto w Stanach Zjednoczonych, w stanie Nowy Jork, w hrabstwie Warren.